# Азарян Альберт Арамаїсович
Азарян Альберт Арамаїсович (нар. 3 червня 1941, Барум, Азербайджан) — український і вірменський вчений, доктор технічних наук, професор, геофізик, спеціаліст в галузі моделювання і програмного забезпечення, академік Академії гірничих наук України, заслужений діяч науки та техніки України, Лауреат Державної премії в галузі науки та техніки. Редактор фахового видання: «Качество минерального сырья».

## Біографія
В 1967 р. закінчив Одеський електротехнічний інститут, факультет радіозв'язку, радіомовлення.
Працює на кафедрі моделювання та програмного забезпечення Криворізького національного університету з 1979 р.
Викладає дисципліни:
1. Алгоритмізація обчислювальних процесів.
2. Основи наукових досліджень.
3. Інформатика та програмування.
4. Комп'ютерна схемотехніка.
5. Моделювання в металургійній та гірничорудній промисловості.

## Творчий доробок
Альберт Арамаїсович Азарян є автором 350 наукових праць, має 57 авторських свідоцтв, патентів та винаходів.
Є автором 5 монографій та 7 навчальних посібників:
- А. А. Азарян Качество минерального сырья. / А. А. Азарян, В. А. Колосов, Л. А. Ломовцев, А. Д. Учитель. — Кривой Рог: Минерал, 2001. — 201 с.
- Азарян А.А Инструкция по нормированию, прогнозированию и учету показателей извлечения руды из недр при подземной разработке железорудных месторождений / Азарян А. А., Бызов В. Ф., Колосов В. А., Моргун А. В., Плеханов В. К., Попов С.О. — Кривой Рог: Минерал, 2002. — 120 с.
- А. А. Азарян Комплекс ресурсо- і енергозберігаючих геотехнологій видобутку та переробки мінеральної сировини, технічних засобів їх моніторингу із системою керування та оптимізації гірничорудних виробництв // А. А. Азарян, Вілкул Ю. Г., Капленко Ю. П., Караманиць Ф. І., *Колосов В. О., Моркун В. С., Пілов П. І., Сидоренко В. Д., Темченко А. Г., Федоренко П. Й. — Кривий Ріг: Мінерал, 2006. — 261 с.
- Азарян А.А Инструкция по нормированию, прогнозированию и учету показателей извлечения руды из недр.(второе переработанное издание) / *Азарян А. А., Колосов В. А., Моргун А. В., Плеханов В. К., Попов С. О. — Кривой Рог: Минерал, 2005. — 135 с.
- Азарян А.А Инструкция по прогнозированию величин показателей извлечения железных руд, их нормированию по технологическим и экономическим критериям, планированию, учету и контролю в процессе подземной разработки железорудных месторождений. (3-е переработанное и дополненное) // Азарян А. А., Колосов В. А., Моргун А. В., Попов С. О., Ступник Н. И. — Кривой Рог: СП «Октан принт», 2012. — 178 с.

Також є автором 17 методичних розробок та таких навчальних посібників:
- Алгоритмічна мова Сі з типовими програмами: Навчальн. посібник, (ISBN 5-7763-9676-X) УМК ВО, 1997. — 197 с.
- Алгоритмический язык СИ с типовыми алгоритмами и программами: учеб. пособие. — Кривой Рог: Минерал, 2002. — 203 с.
- Вычислительная техника, алгоритмизация и программирование: учеб. пособие. — Кривой Рог: Минерал, 2005. — 244 с.
- Основы научных исследований: Учебное пособие. — Кривой Рог: Минерал, 2010. — 239 с.
- Основи наукових досліджень: Навчальний посібник. — Кривий Ріг: Мінерал, 2009. — 219 с.
- Обчислювальна техніка, алгоритмізація та програмування: Навчальн. посібник. — Кривий Ріг: Мінерал, 2006. — 267 с.
- Схемотехника ЭВМ: Учеб. Пособие. — Кривой Рог: Минерал, 2005. — 196 с.

## Нагороджений
Нагороджений медаллю «За наукові досягнення» Міністерства освіти і науки України, почесною відзнакою голови Дніпропетровської обласної ради, медаллю ім. академіка Г. М. Малахова та орденом ім. академіка В. В. Ржевського Академії гірничих наук України, медаллю за заслуги перед м. Кривий Ріг 3-го ступеня.